# Grænsegænger
En grænsegænger eller grænsearbejder er ifølge EF-forordning 1408/71 en person, der er beskæftiget på én medlemsstats område og bosat på en anden medlemsstats område, som vedkommende vender tilbage til mindst én gang om ugen. Definitionen af grænsegængere omfatter altid kun statsborgere fra EU- eller EØS-lande.